# 3246 Bidstrup
3246 Bidstrup је астероид главног астероидног појаса чија средња удаљеност од Сунца износи 3,194 астрономских јединица (АЈ).
Апсолутна магнитуда астероида је 11,3.